# Tamos (Veracruz)
Tamos es una congregación del municipio de Pánuco ubicado en la región de la Huasteca Alta del estado mexicano de Veracruz.

## Geografía
La localidad de Tamos se sitúa en las coordenadas geográficas 22°13′05″N 97°59′41″O / 22.2180357, -97.9946456, a una elevación de 10 metros sobre el nivel del mar.

## Demografía
Según el Conteo de Población y Vivienda 2020, efectuado por el Instituto Nacional de Estadística y Geografía, la localidad de Tamos tiene 4,484 habitantes, de los cuales 2,248 son del sexo masculino y 2,236 del sexo femenino. La tasa de fecundidad es de 2.14 hijos por mujer y tiene 1,303 viviendas particulares habitadas.
| Gráfica de evolución demográfica de Tamos entre 1900 y 2020 |
|                                                             |
| INEGI.                                                      |